# Виле Вало
Виле Хермани Вало (фин. Ville Hermanni Valo; Хелсинки, 22. новембар 1976) фински је певач, текстописац, музичар и фронтмен популарног финског рок бенда ХИМ (HIM). Његов глас спада у баритон.

## Биографија
Његов отац Кари, Финац, и његова мајка Анита, Мађарица, преселили су се у приобалну околину Олинкилу убрзо након Вилеовог рођендана где су живели током његове младости. У музичком смислу, на Вила су одмалена велики утицај имали његови родитељи који су слушали музику популарних финских музичара, попут Тапиa Раутаваре Tapio Rautavaara и Раули Сомерјокија Rauli Somerjoki, а као тинејџер је највише слушао бендове Кис, Ајрон мејден и Блек сабат, који је и дан данас његов омиљени бенд и највећи музички узор.
Виле је проходао уз помоћ породичног пса Самија, а када је пас угинуо, у исто време је постао алергичан на животиње и добио астму. Са девет година, похађао је поп и џез конзерваторијум у Хелсинкију где је изучавао различите музичке жанрове. Вилеов отац је власник локалног секс шопа у ком је Виле радио још као четрнаестогодишњак. Када је једном приликом посетио родитеље, астма му се вратила због тога што су његови родитељи узели пса луталицу за љубимца. Након пет дана боравка у болници, његов отац одлучио је да му купи стан у близини како би избегао нападе астме и пружио му више слободе.
Вало је највише запажен као фронтмен у бенду ХИМ, која је објавила 7 студијских и 4 компилациона албума. ХИМ је први фински рок бенд који има златну плочу (продато у више од 500.000 примерака) у САД.
Био је верен са Џоном Нигрен od 9. јуна 2005, па све до њиховог раскида у марту 2006. године. Тренутно живи у Хелсинкију.